# (60558) Echeclus
(60558) Echeclus – planetoida z grupy centaurów okrążająca Słońce w ciągu niecałych 35 lat w średniej odległości 10,68 j.a. Została odkryta 3 marca 2000 roku w programie Spacewatch. Nazwa planetoidy pochodzi z mitologii greckiej od jednego z centaurów, który zginął w bitwie z Lapitami.

## Aktywność kometarna
W kwietniu 2001 roku francuscy astronomowie P. Rousselot i J.-M. Petit zbadali obiekt za pomocą New Technology Telescope, lecz nie wykryli aktywności kometarnej. 30 grudnia 2005 roku Y.-J. Choi i P. R. Weissman sfotografowali obiekt przy użyciu 5-metrowego teleskopu w Obserwatorium Palomar i odkryli komę. Wkrótce potem zakwalifikowano ten obiekt także jako kometę okresową i oznaczono 174P/Echeclus. Obserwacja z grudnia 2005 oraz późniejsze obserwacje wykonane w 2006 roku również przez innych astronomów wykazały, że aktywność kometarna jest związana z towarzyszącym Echeclusowi niewielkim (ok. 8 km średnicy), oddalającym się od niego obiektem. Obiekt ten jest prawdopodobnie byłym satelitą lub oderwanym fragmentem planetoidy. W roku 2007 aktywność kometarna zanikła.